# NGC 5746
NGC 5746 est une vaste galaxie spirale vue par la tranche et située dans la constellation de la Vierge. Sa vitesse par rapport au fond diffus cosmologique est de 1 947 ± 15 km/s, ce qui correspond à une distance de Hubble de 28,7 ± 2,0 Mpc (∼93,6 millions d'al). NGC 5746 a été découverte par l'astronome germano-britannique William Herschel en 1786.

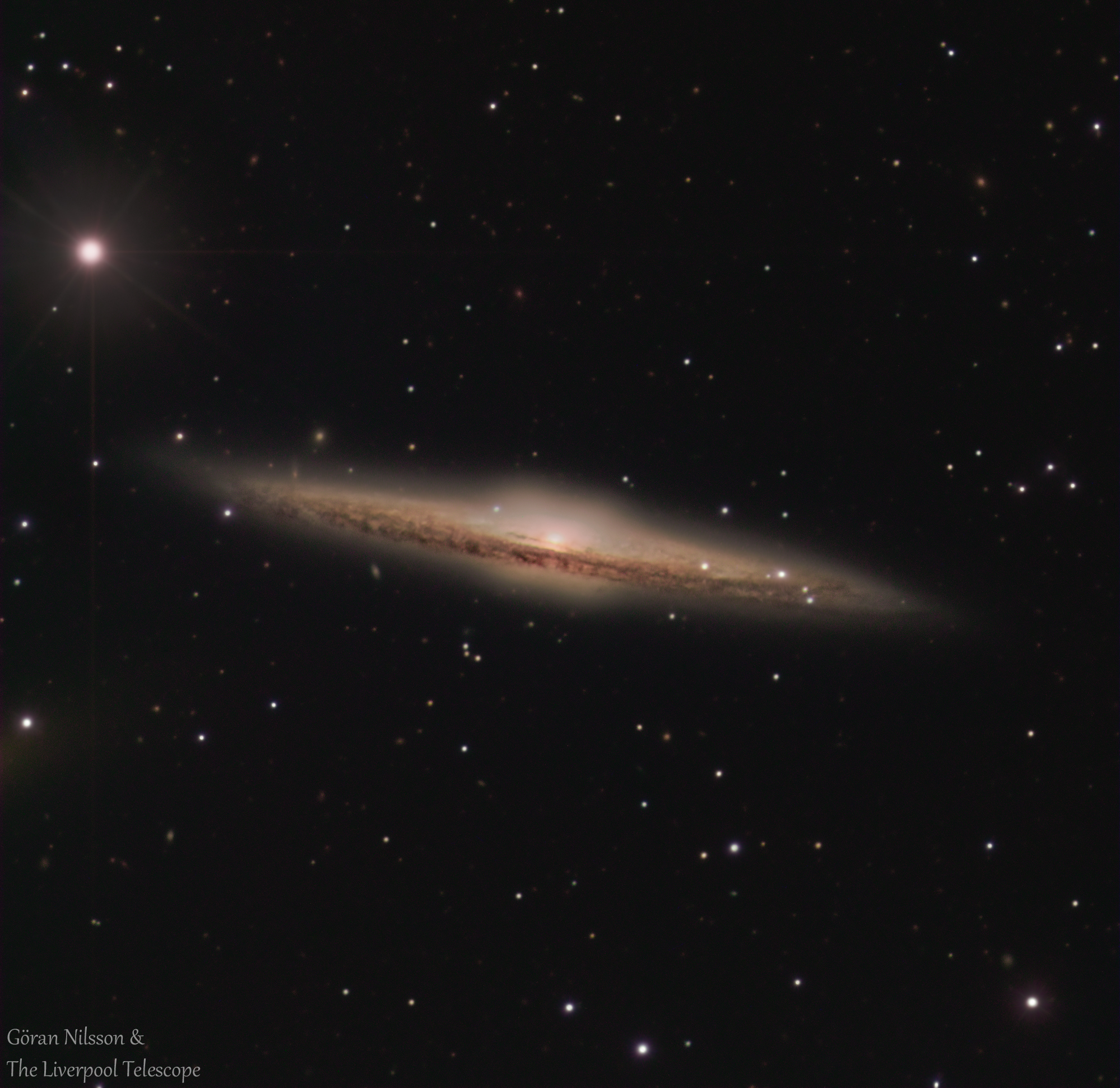
Image de NGC 5746 réalisée à partir des données captées par le télescope Liverpool de l'observatoire de Roque de los Muchachos.

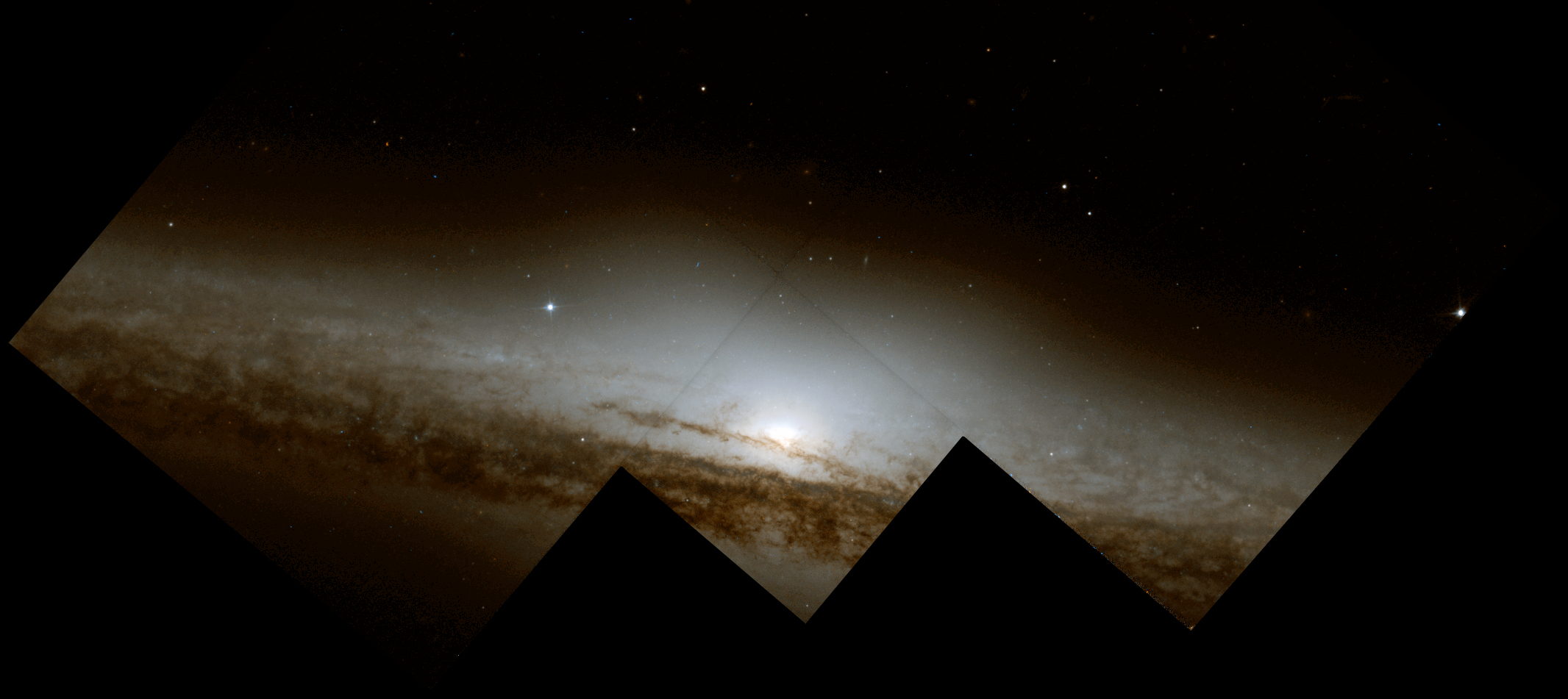
Gros plan de NGC 5746 par le télescope spatial Hubble.

La classe de luminosité de NGC 5746 est II et elle présente une large raie HI.

À ce jour, 19 mesures non basées sur le décalage vers le rouge (redshift) donnent une distance de 26,379 ± 5,882 Mpc (∼86 millions d'al), ce qui est à l'intérieur des valeurs de la distance de Hubble.

## Supernova
La supernova SN 1983P a été découverte dans NGC 5746 le 11 juillet 1983 par M. Nunes, L. N. da Costa, D. Latham et P. S. Pellegrini de l'observatoire « Observatorio Astrofisico Brasileiro » à Itajubá. Cette supernova était de type Ia.

## Groupe de NGC 5746
NGC 5746 est la galaxie la plus brillante d'un groupe qui porte son nom. Selon A. M. Garcia, le groupe de NGC 5746 compte au moins 31 membres, dont NGC 5636, NGC 5638, NGC 5658 (=PGC 51957), NGC 5668, NGC 5690, NGC 5692, NGC 5691, NGC 5701, NGC 5705, NGC 5713, NGC 5719, NGC 5725, NGC 5740, NGC 5750, IC 1022, IC 1024 et IC 1048.
Sur le site « Un Atlas de l'Univers », Richard Powell mentionne aussi le groupe de NGC 5746, mais il n'y figure que 14 galaxies, dont NGC 5740. Six autres galaxies du groupe de NGC 5746 de Garcia se trouvent dans un autre groupe mentionné par Powell, soit le groupe de NGC 5638. Selon Powell, la galaxie NGC 5701 ne fait pas partie d'un groupe de galaxies et les autres galaxies de Garcia ne figurent pas dans celles retenues par celui-ci.
Le groupe de NGC 5746 fait partie de l'Amas de la Vierge III, un des amas du superamas de la Vierge.
Selon Abraham Mahtessian NGC 5746 fait partie d'un groupe qui ne comprend que trois galaxies. Les deux autres galaxies sont NGC 5725 et NGC 5740.